# Valkjärvi (sjö i S:t Michel, Södra Savolax, 61,77 N, 26,92 Ö)
Valkjärvi är en sjö i kommunen Sankt Michel i landskapet Södra Savolax i Finland. Sjön ligger 115,2 meter över havet. Arean är 16 hektar och strandlinjen är 3,08 kilometer lång.  Den  ingår i Kymmene älvs huvudavrinningsområde.  Sjön ligger omkring 20 kilometer väster om S:t Michel och omkring 210 kilometer nordöst om Helsingfors. 
I sjön finns ön Sikosaari (halvö). 